# Qiūyuè
Qiūyuè (lett. "Luna d'autunno") è un film del 1992 diretto da Clara Law.

## Trama
Un turista giapponese a Hong Kong incontra una giovane ragazza che i genitori, impegnati con le pratiche per emigrare in Canada, hanno lasciato sola a badare l'anziana nonna.

## Riconoscimenti
- 1992 – Festival del cinema di Locarno[1][2]
  - Pardo d'oro
- 1993 – Golden Horse Awards[3]
  - Candidatura al miglior film
  - Candidatura alla miglior regista a Clara Law
  - Candidatura alla migliore sceneggiatura originale a Eddie Fong
  - Candidatura alla migliore colonna sonora a Tats Lau